# Річард Кіог
Річард Кіог (англ. Richard Keogh, нар. 11 серпня 1986, Гарлоу) — англійський та ірландський футболіст, захисник клубу «Дербі Каунті» і національної збірної Ірландії.

## Клубна кар'єра
Народився 11 серпня 1986 року в місті Гарлоу. Вихованець юнацьких команд футбольних клубів «Іпсвіч Таун» та «Сток Сіті». 2003 року почав включатися до заявки основної команди «Сток Сіті», проте у дорослому футболі дебютував лише наступного року, граючи на умовах оренди в Ісландії за столичний «Вікінгур».
2005 року перейшов до «Бристоль Сіті», на контракті з яким перебував до 2008 року. За цей час встиг також пограти на умовах оренди за «Вікомб Вондерерз», «Бристоль Сіті», «Гаддерсфілд Таун», «Карлайл Юнайтед» і «Челтнем Таун».
У 2008 році знову став гравцем «Карлайл Юнайтед», цього разу на умовах повноцінного контракту. За два роки, у 2010, уклав трирічний контракт з клубом «Ковентрі Сіті». Відіграв за клуб з Ковентрі наступні два сезони своєї ігрової кар'єри. Більшість часу, проведеного у складі «Ковентрі Сіті», був основним гравцем захисту команди.
До складу «Дербі Каунті» приєднався 2012 року. Відтоді встиг відіграти за клуб з Дербі 178 матчів в національному чемпіонаті.

## Виступи за збірні
Маючи ірландське коріння, протягом 2005–2009 років залучався до складу молодіжної збірної Ірландії. На молодіжному рівні зіграв у 8 офіційних матчах.
2013 року дебютував в офіційних матчах у складі національної збірної Ірландії. У травні 2016 був включений до заявки національної команди для участі у фінальній частині чемпіонату Європи 2016 року у Франції.